# Ronald Smith
Ronald Bertram Smith (Londres; 3 de enero de 1922 - Hythe; 27 de mayo de 2004) fue un pianista de música clásica, compositor y profesor británico.
Basó su obra en la música del Romanticismo, en especial sobre la obra de Charles-Valentin Alkan de quien escribió una biografía. 
En la actualidad, existen un gran número de sus composiciones disponibles a la venta, principalmente sus trabajos sobre la obra de Alkan y algunas grabaciones excelentes de Chopin Op 10 y 15. 
Smith impartió clase de piano durante años en The King's School (Canterbury), contó con alumnos ilustres como Freddy Kempf.
Smith se casó con Anne Norman en 1969, y tuvieron una hija, Beka Smith.
Smith murió en Hythe, Kent a la edad de 82 años.